# Бегичево (Липецкая область)
Бе́гичево — деревня Полибинского сельсовета Данковского района Липецкой области.

## География
Расположено недалеко от стыка Тульской, Рязанской и Липецкой областей.

## История
Примечательно тем, что здесь в 1823 году бывал у своих знакомых писатель А. С. Грибоедов. В 1891—1893 гг. останавливался великий русский писатель Л. Н. Толстой, занимавшийся организацией столовых для голодающих. В числе помощников у Толстого была Вера Величкина, позднее ставшая профессиональным революционером. В 1892 г. в Бегичево к Л. Н. Толстому приезжал великий русский художник И. Е. Репин.

### Название
Название — по фамилии Бегичев. Возникла она, видимо, ещё в XVIII в.

## Население
По данным всероссийской переписи за 2010 год население села составляет 11 человек.